# Joe Webb (Footballspieler)
Joseph "Joe" Webb (* 14. November 1986 in Birmingham, Alabama) ist ein US-amerikanischer American-Football-Spieler. Er kann sowohl als Wide Receiver als auch als Quarterback eingesetzt werden. Er spielte für die Minnesota Vikings, die Carolina Panthers, die Buffalo Bills und die Houston Texans in der National Football League (NFL). Zurzeit ist er Free Agent.

## Karriere

### Minnesota Vikings
Webb wurde im NFL Draft 2010 in der sechsten Runde von den Minnesota Vikings verpflichtet. Er galt anfangs als Spieler, der auch als Wide Receiver eingesetzt werden könnte, der damalige Head Coach Brad Childress entschied sich später allerdings dazu, ihn nur als Quarterback spielen zu lassen.
Sein erstes Spiel in der NFL absolvierte er am 5. Dezember 2010 gegen die Buffalo Bills. In dieser Partie spielte er allerdings nur den Kickoff sowie einen Spielzug als Wide Receiver. Eine Woche später spielte er gegen die New York Giants erstmals auch als Quarterback. Zwei seiner fünf Pässe kamen an.
Nach der Verletzung von Brett Favre in der vorletzten Spielwoche gegen die Chicago Bears war er als Starting-Quarterback für dieses und das letzte Spiel gegen die Philadelphia Eagles gesetzt. Besonders gegen die Eagles machte er eine über weite Strecken gute Figur, erlief einen Touchdown und warf 26 Pässe für einen Raumgewinn von 129 Yards. Die Vikings siegten überraschend mit 24:14.
Für die Saison 2011 war Webb nur als dritter Quarterback hinter Donovan McNabb und Christian Ponder vorgesehen. Nachdem Ersterer Anfang Dezember entlassen wurde und Ponder kaum konstante Leistungen zeigte, kam Webb vereinzelt zu Spielzeit. Im Spiel gegen die Detroit Lions kam er im dritten Viertel in die Partie und schaffte mit einem geworfenen und einem erlaufenen Touchdown beinahe, einen 17-Punkte-Rückstand in einen Sieg umzuwandeln. Insgesamt lief er in diesem Spiel für 109 Yards Raumgewinn, ein teaminterner Rekord. Zwei Wochen später gelang ihm im letzten Saisonspiel gegen die Washington Redskins ein perfektes Quarterback Rating und ein 33:26-Sieg, der erste seit zwei Monaten für die Vikings. In der Vorbereitung zur Saison 2013 wurde Webb, nachdem er zuvor schon als Wide Receiver eingesetzt wurde, nur mehr auf dieser Position eingesetzt.

### Carolina Panthers
Die Carolina Panthers verpflichteten Webb im März 2014, ursprünglich als Quarterback. Zumeist wird er aber als Kick-Returner eingesetzt. Am 2. September 2017 wurde er entlassen.

### Buffalo Bills
Am 4. September 2017 wurde Webb bei den Buffalo Bills unter Vertrag genommen.

### Houston Texans
Am 3. September 2018 verkündeten die Houston Texans die Verpflichtung von Joe Webb.

### Detroit Lions
Am 23. September 2020 nahmen die Lions Webb für ihren Practice Squad unter Vertrag. Einen Monat später wurde er wieder entlassen.